# Diversilita-(Ce)
La diversilita-(Ce) és un mineral de la classe dels silicats. Rep el nom pels diferents grups de silicats (del llatí, diversus) en la seva estructura, i pel ceri, que és l'element dominant de terres rares en la seva composició química.

## Característiques
La diversilita-(Ce) és un silicat de fórmula química Na₂(Ba,K)₆Fe2+Ce₂Ti₃(Si₃O9)₃(HSiO₄)₃(OH,H₂O)9. Va ser aprovada com a espècie vàlida per l'Associació Mineralògica Internacional l'any 2002. Cristal·litza en el sistema trigonal. La seva duresa a l'escala de Mohs és 5.
Segons la classificació de Nickel-Strunz, la diversilita-(Ce) pertany a «09.CB - Ciclosilicats, amb enllaços senzills de 3 [Si₃O9]6-, amb anions complexos aïllats» juntament amb els següents minerals: roeblingita i ilimaussita-(Ce).

## Formació i jaciments
Va ser descoberta al mont Iukspor, situat al massís de Khibini, dins l'óblast de Múrmansk (Districte Federal del Nord-oest, Rússia). Es tracta de l'únic indret de tot el planeta on ha estat descrita aquesta espècie mineral.